# Pliocyon
A Pliocyon az emlősök (Mammalia) osztályának ragadozók (Carnivora) rendjébe, ezen belül a fosszilis medvekutyafélék (Amphicyonidae) családjába és az Amphicyoninae alcsaládjába tartozó nem.

## Tudnivalók
A Pliocyon-fajok Észak-Amerika területén fordultak elő, a kora és középső miocén korszakok idején, azaz 20,6-13,6 millió évvel ezelőtt. Maradványaikat Florida déli részén, Oregonban és Nyugat-Nebraskában fedezték fel.
1988-ban, Legendre és Roth őslénykutatók 101,2 kilogrammos testtömegűnek becsültek egy példányt miután azt alaposan megvizsgálták.

## Rendszerezés
A nembe az alábbi 3 faj tartozik:
- Pliocyon medius - típusfaj
- Pliocyon ossifragus
- Pliocyon robustus

## Fordítás
- Ez a szócikk részben vagy egészben  a   Pliocyon című angol Wikipédia-szócikk ezen változatának fordításán alapul.  Az eredeti cikk szerkesztőit annak laptörténete sorolja fel. Ez a jelzés csupán a megfogalmazás eredetét és a szerzői jogokat jelzi, nem szolgál a cikkben szereplő információk forrásmegjelöléseként.